# 古渡村
古渡村（ふっとむら）は茨城県稲敷郡にかつて存在した村である。

## 地理
- 現在の稲敷市の北東部、旧桜川村の西部に位置する。
- 村は霞ヶ浦の南岸に位置する。
- 村域は台地と平地が入り組む谷戸が多い地形になっている。

## 歴史

### 村域の変遷
- 1889年（明治22年）4月1日 - 町村制施行により、古渡村・柏木古渡村・柏木村・堀之内村・羽生村・岡飯出村・飯出村・三次村・上馬渡村・下馬渡村が合併し河内郡古渡村が発足。
- 1896年（明治29年）4月1日 - 河内郡は信太郡と合併し稲敷郡が発足。稲敷郡古渡村になる。
- 1955年（昭和30年）4月1日 - 古渡村は浮島村と合併し桜川村が発足。古渡村は消滅。

変遷表
| 1868年 以前 | 1868年 以前 | 1868年 以前 | 明治22年 4月1日 | 明治29年 4月1日 | 明治29年 4月1日 | 昭和30年 4月1日 | 平成17年 3月22日 | 現在   |
| ----------- | ----------- | ----------- | --------------- | --------------- | --------------- | --------------- | ---------------- | ------ |
| 河内郡      |             | 古渡村      | 古渡村          | 稲敷郡 発足     | 古渡村          | 桜川村          | 稲敷市           | 稲敷市 |
| 河内郡      | 柏木古渡村  |             | 古渡村          | 稲敷郡 発足     | 古渡村          | 桜川村          | 稲敷市           | 稲敷市 |
| 河内郡      | 柏木村      |             | 古渡村          | 稲敷郡 発足     | 古渡村          | 桜川村          | 稲敷市           | 稲敷市 |
| 河内郡      | 堀之内村    |             | 古渡村          | 稲敷郡 発足     | 古渡村          | 桜川村          | 稲敷市           | 稲敷市 |
| 河内郡      | 羽生村      |             | 古渡村          | 稲敷郡 発足     | 古渡村          | 桜川村          | 稲敷市           | 稲敷市 |
| 河内郡      | 岡飯出村    |             | 古渡村          | 稲敷郡 発足     | 古渡村          | 桜川村          | 稲敷市           | 稲敷市 |
| 河内郡      | 飯出村      |             | 古渡村          | 稲敷郡 発足     | 古渡村          | 桜川村          | 稲敷市           | 稲敷市 |
| 河内郡      | 三次村      |             | 古渡村          | 稲敷郡 発足     | 古渡村          | 桜川村          | 稲敷市           | 稲敷市 |
| 河内郡      | 上馬渡村    |             | 古渡村          | 稲敷郡 発足     | 古渡村          | 桜川村          | 稲敷市           | 稲敷市 |
| 河内郡      | 下馬渡村    |             | 古渡村          | 稲敷郡 発足     | 古渡村          | 桜川村          | 稲敷市           | 稲敷市 |

## 人口・世帯

### 人口
総数 [単位： 人]
| 1891年（明治24年） | 2,768 |
| 1920年（大正 9年） | 2,769 |
| 1935年（昭和10年） | 2,806 |
| 1950年（昭和25年） | 3,497 |

### 世帯
総数 [単位： 世帯]
| 1920年（大正 9年） | 537 |
| 1935年（昭和10年） | 515 |
| 1950年（昭和25年） | 633 |

## 交通

### 道路
- 二級国道
  - 国道125号